# کتانجک غول
کتانجک غول (نام علمی: Macrocystis pyrifera) نام یک گونه از راسته کتانجک است.